# Torre Civica (Trento)
La Torre Civica, conosciuta anche con il nome di Torre di Piazza, è un edificio storico di Trento.

## Storia
È stata edificata a partire dalla seconda metà del XII secolo sui resti della Porta Veronensis, la via d'ingresso principale nella cinta muraria dell'antica Tridentum: in seguito alle razzie degli Alemanni la Porta rimase danneggiata e dal IV secolo, con la costruzione di una seconda cinta muraria, essa perse il suo ruolo di ingresso principale; nel corso dell'alto Medioevo la Porta divenne un cimitero annesso alla basilica paleocristiana, e l'area circostante venne utilizzata fino all'XI secolo ora come area funeraria, ora come sede di botteghe e piazza di mercato.
Nella seconda metà del XII secolo venne eretta una prima torre di proprietà vescovile. Essa fu la residenza del principe vescovo di Trento fino alla seconda metà del XIII secolo, durante il quale fu sopraelevata e venne eretta una nuova cinta muraria. Nel corso del XIV secolo essa raggiunse l'altezza attuale con un ulteriore innalzamento di 15 metri.
Alla sommità della torre sono collocate due campane che furono affiancate nel 1448 da un orologio meccanico. Al vescovo spettò la custodia della torre e delle carceri adibite al suo interno. L'orologio venne rinnovato nel 1582, su iniziativa di Innocenzo a Prato.
All'inizio del XV secolo venne affidata al Comune della città di Trento, infatti nel 1427 il principe vescovo Alessandro di Masovia richiama la cittadinanza a provvedere alla riparazione della torre e alla manutenzione delle campane. Compito del principato vescovile rimase per tutto il '400 la gestione e la manutenzione dei locali della torre adibiti a carceri. Dal 1500 in poi la manutenzione della torre passò interamente sotto i compiti comunali.
Un grosso intervento di manutenzione fu fatto nel 1654 sotto la guida di Mattia Carneri che fece sistemare il coronamento merlato della torre.
Del 1789 è la campana Renga, così chiamata perché chiamava all'arengo, cioè alle assemblee pubbliche e alle condanne a morte.
Per più di un secolo si susseguirono interventi manutentivi ordinari, nel 1821 un intervento che richiedeva un maggior economico indusse il Magistrato cittadino a tentare di assegnare le spese al comando militare austriaco. Si originò un contenzioso che durò fino agli inizi del 1900 quando si concluse riaffermando la responsabilità cittadina sulla torre, sulle campane e sull'orologio.
Un primo restauro venne condotto tra il 1953 e il 1963 con criteri di tipo stilistico, eliminando cioè le aggiunte operate tra XVII e XVIII secolo. Un secondo restauro è stato terminato nel 2011.
La mattina del 4 agosto 2015, la torre è stata colpita da un incendio, causato da un cortocircuito, che ha danneggiato parte degli interni in legno. A causa della distruzione delle travi che la reggevano la campana è precipitata per alcuni metri, venendo recuperata alcuni giorni dopo dai Vigili del fuoco. Ormai compromessa, ne è stato riconosciuto il valore storico-artistico e non è stata rifusa. La nuova campana è stata realizzata dalla fonderia Grassmayr di Innsbruck.

## Galleria d'immagini

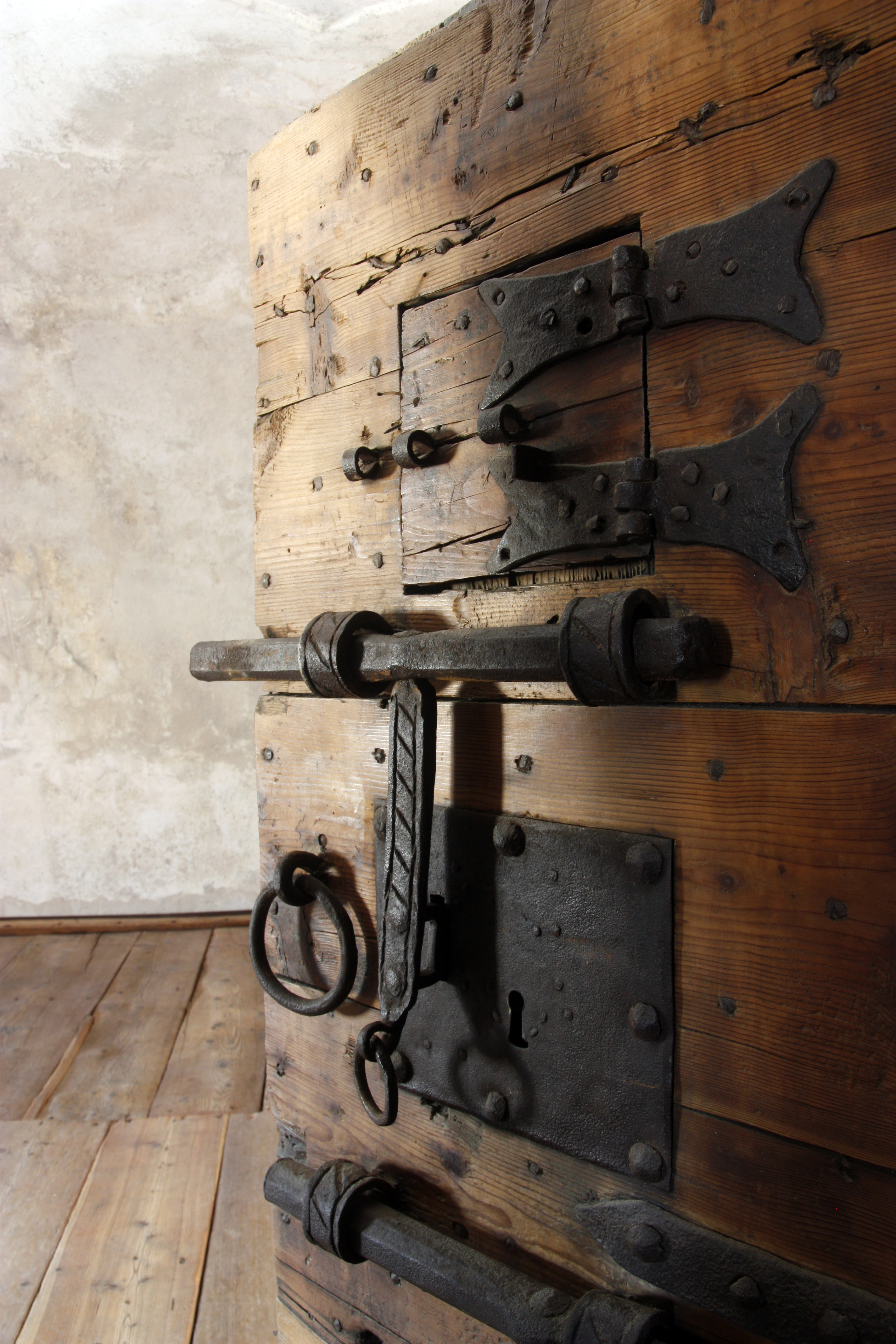
Porta della prigione
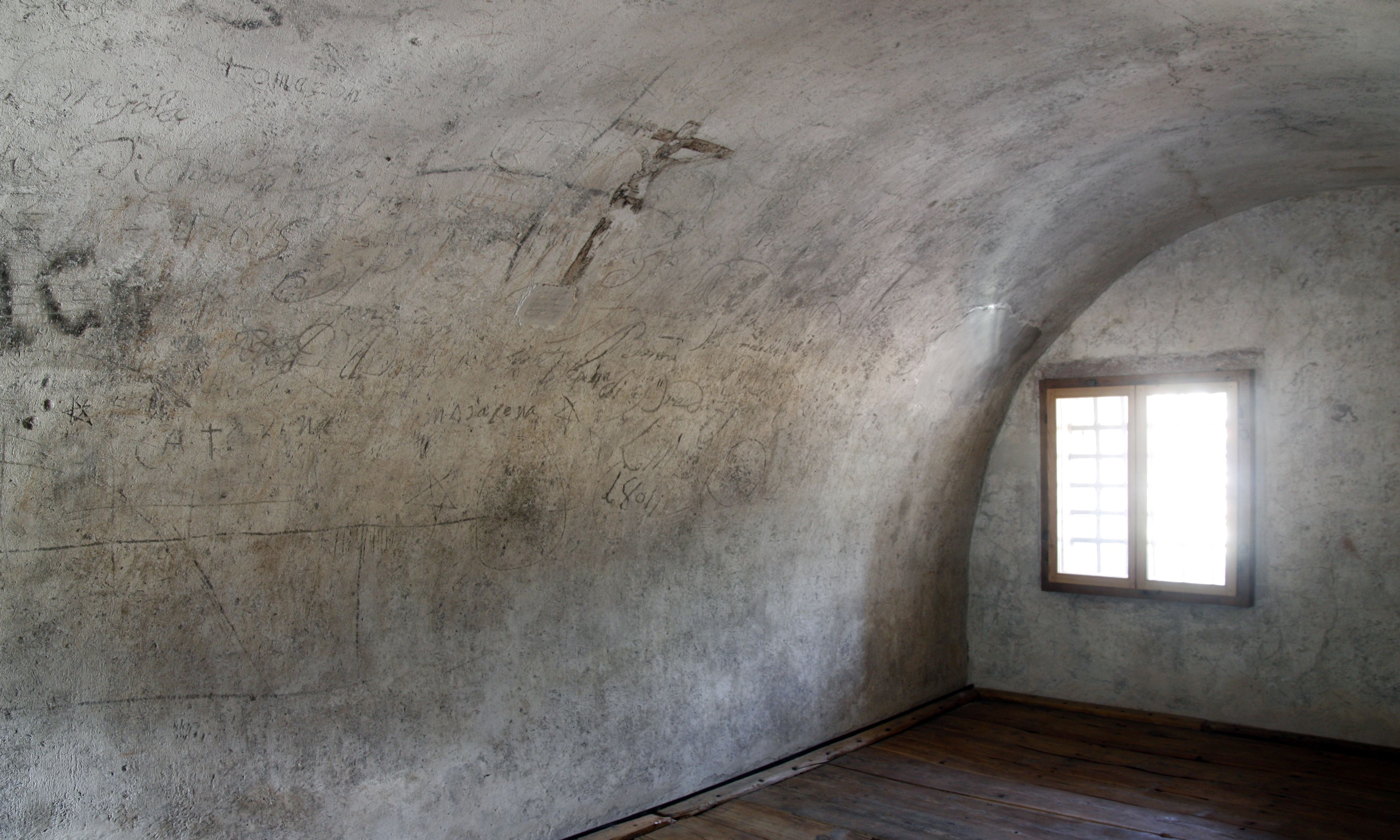
Una delle celle carcerarie
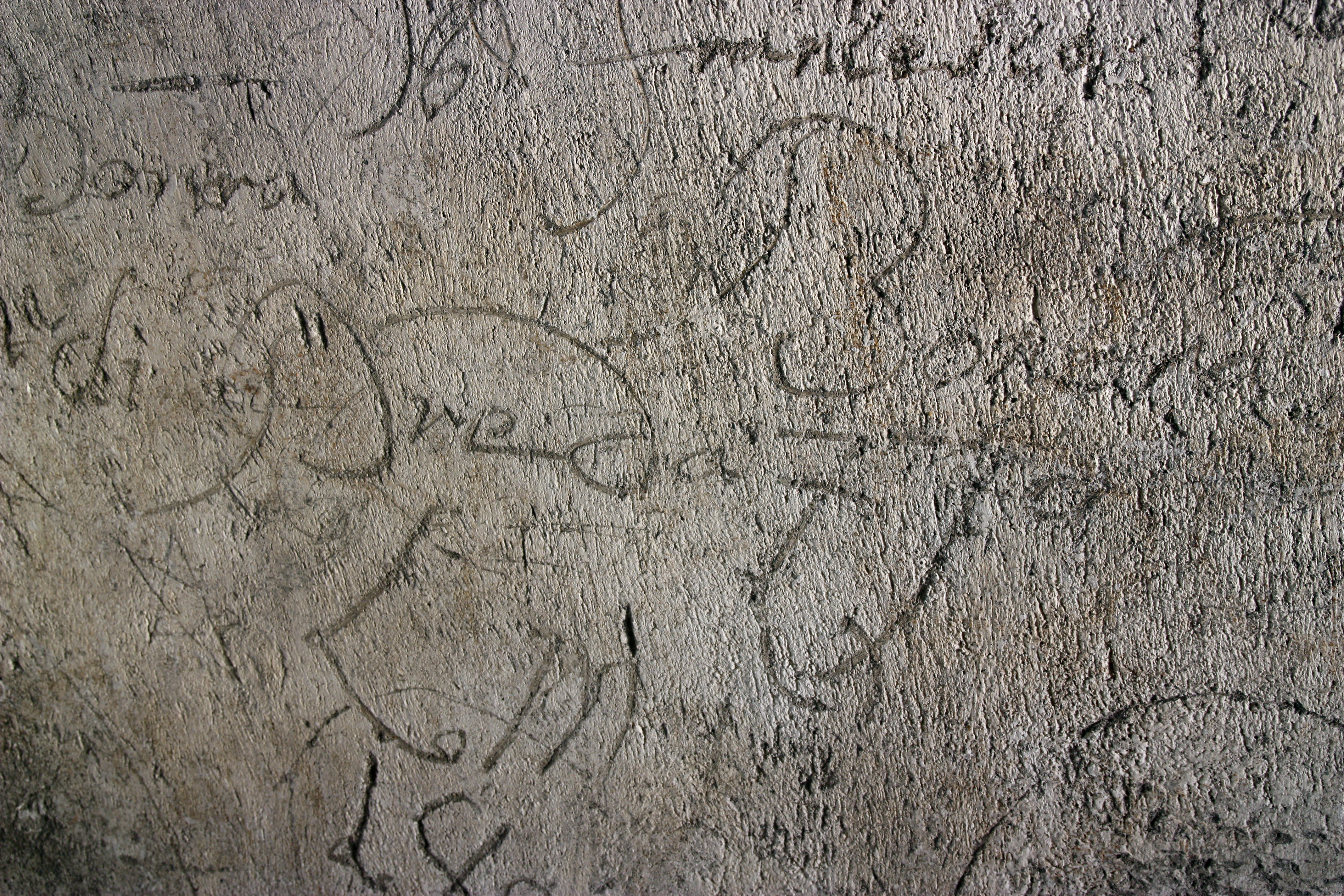
Graffiti dei carcerati
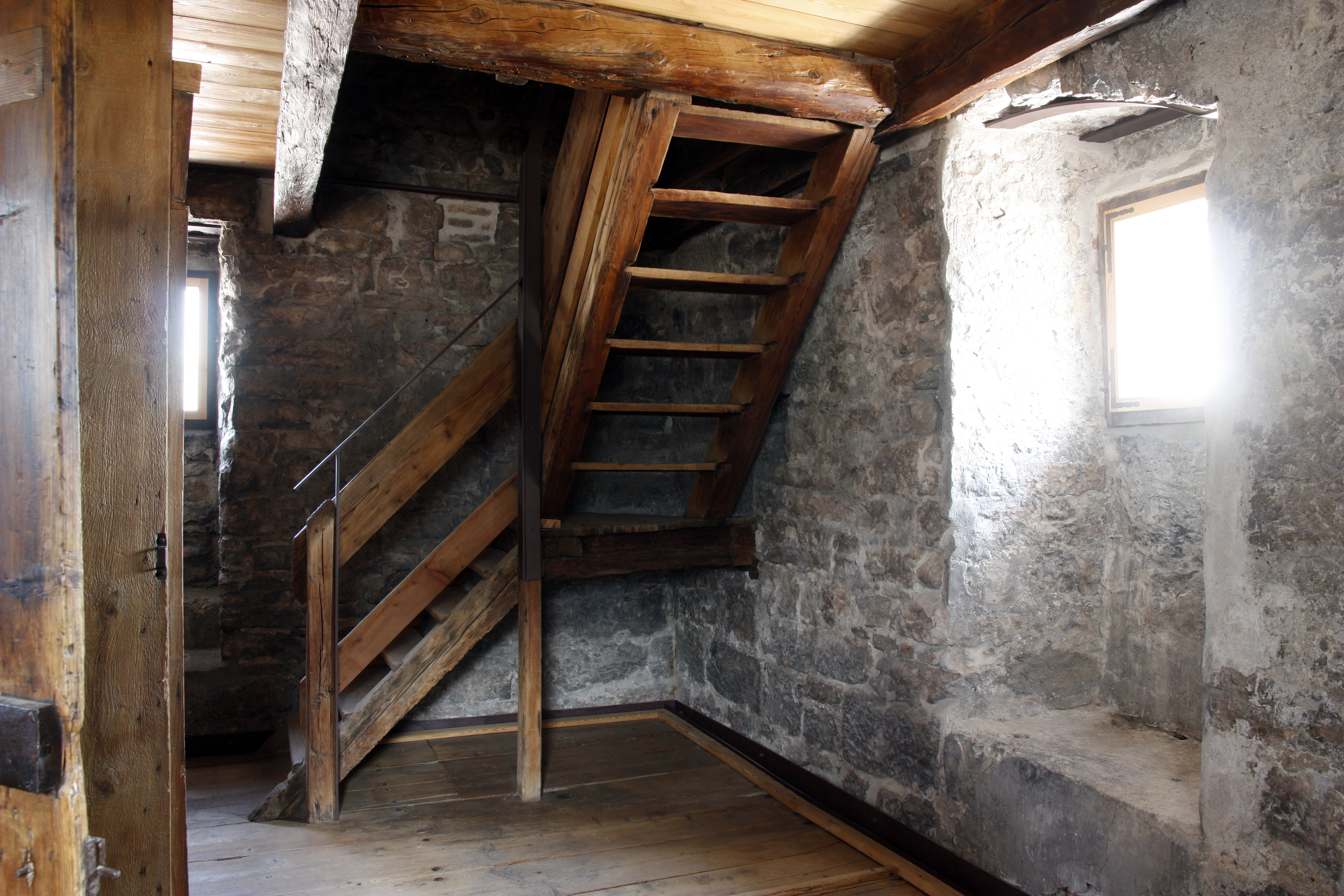
Le scale che andavano dalla sala dell'orologio alla cella campanaria, completamente distrutte dall'incendio del 2015
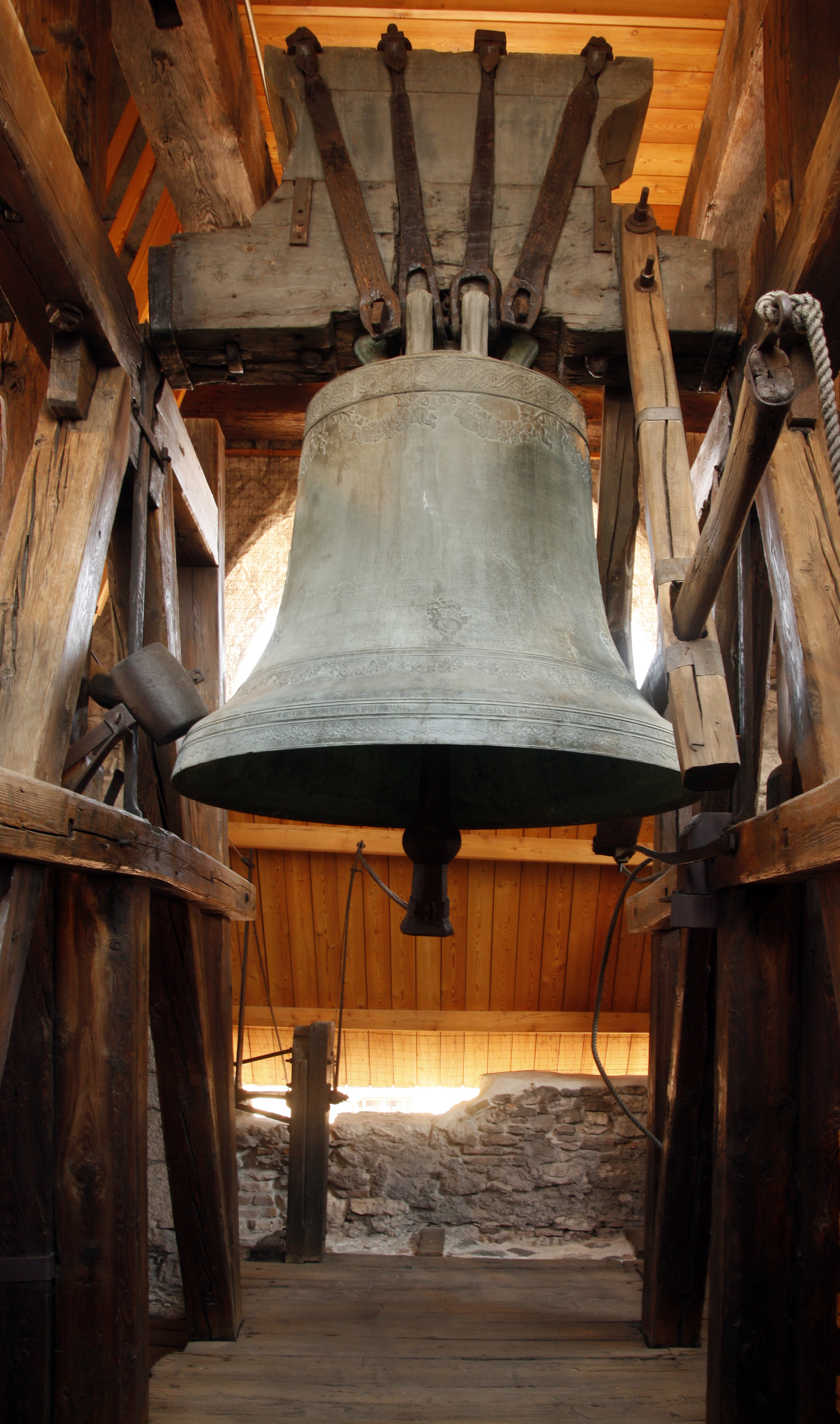
La campana Renga prima dell'incendio
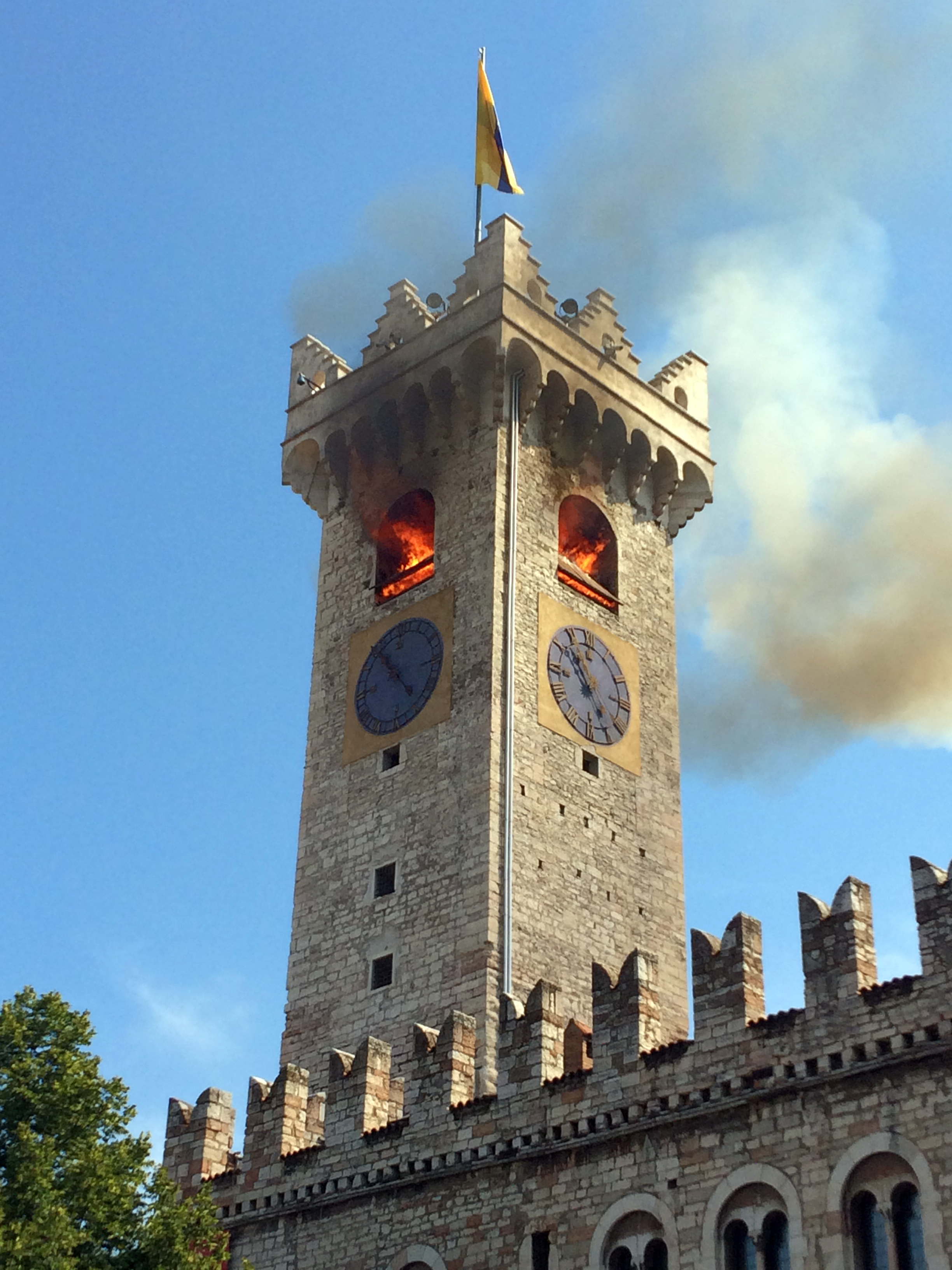
L'incendio della Torre civica del 4 agosto 2015